# Chiesa di San Leonardo (Todi)
La chiesa di San Leonardo è sita a Pontecuti, frazione di Todi, su di una strada che si dirama dalla SS79 bis, in provincia di Perugia.

## Storia
Una prima menzione fu nella Rationes Decimarum nel 1277 in cui viene citata come San Leoardi de Pontecuti.
Nel 1832 viene citata la chiesa di Pontecuti la quale è posta dentro il castello di questa località, presso la torre di questa fortezza. Successivamente, nel 1927, la chiesa viene descritta con molti pezzi dell'antico edificio romanico mentre, l'interno è stato rimodernato di cui, l'altare originario è sostenuto da un pilastro che pare di origine romana. Nel 1944 la chiesa fu distrutta a causa di bombardamenti durante la seconda guerra mondiale.
La chiesa fu ricostruita fra il 1950 e il 1952 in una zona poco distante dalla precedente e più sopraelevata a essa.
Dei restauri furono eseguiti nel 1969 e tra il 2013 e il 2014.

## Descrizione
La chiesa è moderna.
L'esterno consta di blocchi squadrati di pietra calcarea bianca e rosa con, sopra due spioventi.
Sopra il portale vi è una lunetta e, sopra vi è un rosone. Nel sagrato vi sono cinque gradini in travertino.
Il campanile è a vela.
La casa canonica si trova a sinistra della chiesa.
L'interno è a navata unica con capriate lignee.
Il presbiterio è innalzato rispetto al resto della chiesa da un gradino e termina con un'abside sormontata da una calotta a cupola semisferica.
Gli altari, sia il maggiore sia i due altari laterali sono in travertino e posti su di una pedana.